# Conus ziczac
Conus ziczac är en snäckart som beskrevs av Megerle von Muhlfeld 1816. Conus ziczac ingår i släktet Conus och familjen kägelsnäckor. Inga underarter finns listade i Catalogue of Life.